# Szent Paraszkiva-fatemplom (Ribicsora)
A ribicsorai Szent Paraszkiva-fatemplom műemlékké nyilvánított épület Romániában, Hunyad megyében. A romániai műemlékek jegyzékében a  HD-II-m-A-03430 sorszámon szerepel.